# Церква Собору Івана Хрестителя (Вільховець)
Церква Собору Івана Хрестителя у Вільховці — парафія і храм греко-католицької громади Бережанського деканату Тернопільсько-Зборівської архієпархії Української греко-католицької церкви в селі Вільховець Тернопільського району Тернопільської области.
Оголошена пам'яткою архітектури місцевого значення.

## Історія церкви
Будівництво храму, що здійснювалося на пожертви парафіян, розпочалося у 1928 році та завершилося у 1938 році. Перед 1946 роком парафію відвідав єпископ Іван Бучко.
До 1946 року храм належав до УГКЦ. З 1946 по 1988 рік державна влада зняла парафію з реєстрації, а храм закрила. У цей період богослужіння під час великих свят, а також таїнства шлюбу та похорону, проводили православні священники з села Рибники.
У 1988–1989 роках парафія і храм були зареєстровані в структурі РПЦ.
У 1990 році парафія повернулася до УГКЦ.
У 1999 році парафію відвідав владика Зборівської єпархії Михаїл Колтун, а у 2008 році — владика Тернопільсько-Зборівської єпархії Василій Семенюк.
При парафії діють: Вівтарна (1996), Марійська (1998) дружини, спільнота «Матері в молитві» (2012) та братство Зарваницької Матері Божої (1998).
Катехизацію проводять сестри-служебниці з Бережанського монастиря.
На території церковного подвір'я розташовані:
- фігура Матері Божої, поставлена за сприяння Марії Солярчик;
- хрест на честь скасування панщини у 1848 році;
- хрест у центрі села, де проводили віче;
- цвинтар Українських Січових Стрільців;
- хрест при в'їзді до села.

## Парохи
- о. Константан Шеремета,
- о. Мельник,
- о. Вергун,
- о. Богдан Стойко (1990—1994),
- о. Іван Хрептак (1994),
- о. Володимир Люшняк (з 1994).